# بجت ۲۹۰۱
سیارک ۲۹۰۱ (به انگلیسی: 2901 Bagehot، نامگذاری:1973DP) دو هزار و نهصد و یکمین سیارک کشف شده‌است که در ۲۷ فوریه ۱۹۷۳ کشف شد.
قدر مطلق سیارک برابر ۱۱٫۹۰ است.